# Rolieiro-da-terra-elegante
Rolieiro-da-terra-elegante  (Brachypteracias leptosomus) é uma espécie de ave da família Brachypteraciidae. 

## Distribuição
É endémica de Madagáscar. 
Os seus habitats naturais são: florestas subtropicais ou tropicais úmidas de baixa e média altitude. Prefere florestas com áreas escuras e úmidas, cobertura moderada de vegetação herbácea e musgosa e serrapilheira profunda.

## Descrição

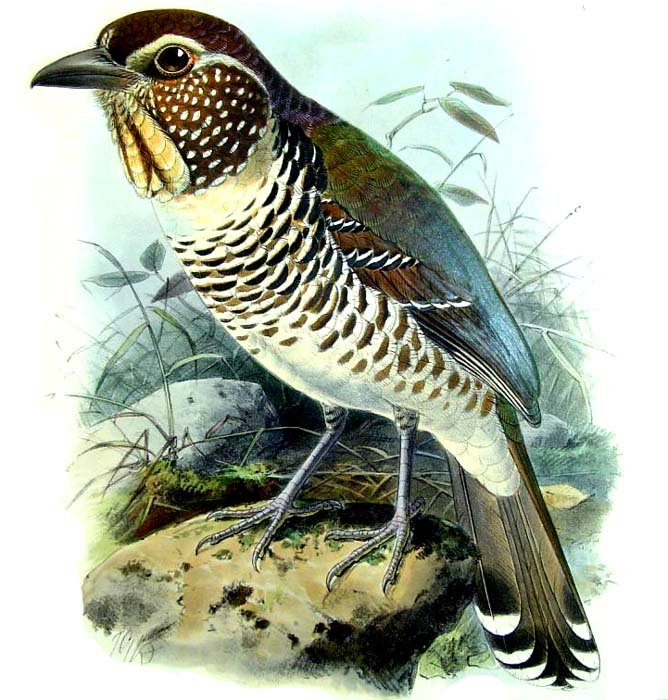

A cabeça e pescoço são castanhos, com uma faixa branca acima do olho e bochechas castanhas com manchas brancas; uma faixa larga em forma de meia-lua no pescoço. A ave é verde na parte de trás, com margens azuladas nas penas, enquanto a cauda acastanhada tem uma barra preta subterminal e uma barra branca terminal. Na parte ventral, é branco, alternado com faixas com castanhas e pretas, mais uniformemente branco na área do abdômen.
Mede em torno de 31 cm.
Os indivíduos juvenis são de cor mais opaca, com o dorso sombreado com marrom avermelhado.

## Conservação
Esta espécie está ameaçada, sua pequena população provavelmente está diminuindo devido à destruição e degradação de seu habitat florestal, e a mudança climática é projetada para causar declínios em seu nicho ecológico.